# Oxandra laurifolia
Oxandra laurifolia är en kirimojaväxtart som först beskrevs av Olof Swartz, och fick sitt nu gällande namn av Achille Richard. Oxandra laurifolia ingår i släktet Oxandra och familjen kirimojaväxter. Inga underarter finns listade i Catalogue of Life.